# Hilarempis soror
Hilarempis soror är en tvåvingeart som beskrevs av Smith 1969. Hilarempis soror ingår i släktet Hilarempis och familjen dansflugor. Inga underarter finns listade i Catalogue of Life.